# Manoir de Joué-du-Bois
Le manoir de Joué-du-Bois est une demeure reconstruite au XVe siècle qui se dresse sur le territoire de la commune française de Joué-du-Bois, dans le département de l'Orne, en région Normandie. L'édifice, non ouvert à la visite, est partiellement inscrit au titre des monuments historiques.

## Localisation
Le manoir est situé à Joué-du-Bois aux lieux-dits La Douve, le Jardin du Maître et le Château, dans le département français de l'Orne.

## Historique
En 1381, Guillaume de Beaurepaire rend aveu au roi du fief.
Le manoir, resté inachevé, est reconstruit à fin du XVe siècle par Ambroise de Beaurepaire. Passé à Jean Le Verrier, seigneur du Champ-de-la-Pierre, il est saccagé lors des guerres de Religion et sera restauré au XVIIe siècle par Charles Langlois.
Des travaux importants ont lieu en 1817, en particulier le comblement des douves. De nouveaux changement ont lieu vers 1870 avec l'ajout des deux ailes actuelles.
Le manoir est gravement endommagé le 14 août 1944 lors des bombardements au cours de la bataille de Normandie, et sera à nouveau restauré.

## Description
La maison forte du XVe siècle sur plan quadrangulaire, entouré de larges douves, a conservé six tours, dont une grosse circulaire à l'un des angles. Le logis est accosté d'une tourelle à usage d'escalier.

## Protection
Le portail d'entrée ; les façades et toitures du logis et des deux tours d'angle carrées ; les vestiges des deux tours d'angle circulaires ; la cour d'honneur, avec l'ensemble des murs, des douves et des ponts qui la cernent et le jardin et son portail du XVIIe siècle sont inscrits au titre des monuments historiques par arrêté du 21 mai 1991.